# ليتل كابريس
ليتل كابريس ممثلة إباحية تشيكية مشهورة. اسمها الحقيقي ماركيتا شتروبلوفا.

## حياتها
وُلدت ماركيتا شتروبلوفا في 26 أكتوبر 1988 في مينة برنو في جمهورية التشيك. ودرست أصلاً لتصبح اخصائية في التغذية. وبعد التخرج وحصولها على الشهادة الجامعية، بدأت العمل في صناعة الأغذية والمشروبات، لكنها استقالت في نهاية المطاف لأن الأجور كانت منخفضة للغاية. وفي أواخر عام 2000، تقدمت للعمل في صناعة الإباحية تحت أسماء مستعارة مختلفة مثللولا وليتل كابريس.
في عام 2011، تم إدخال ستروبلوفا إلى المستشفى بسبب معاناتها من الفشل الكلوي نتيجة التدهور في عمل كليتيها. وهكذا توقفت عن العمل لفترة ثم عادت لاحقا لتعمل بشكل مستقل.
بالإضافة إلى عملها في تمثيل الأفلام الإباحية الفاضحة والصريحة ، قامت شتروبلوفا بالعمل أيضًا لصالح عدد كبير من الشركات كعارضة تعري، وقد تم نشر صورها في العديد المجلات والمواقع الإلكترونية الخاصة بالبالغين.
في شهر أغسطس من عام 2016 أطلقت موقعها الإلكتروني الأول Littlecaprice.cz.
ماركيتا شتروبلوفا متزوجة من النمساوي ماركوس شلوغل المعروف باسم مارسيلو برافو (من مواليد 1978)، وهو يعمل أيضًا كممثل إباحي.
لدى ماركيتا شتروبلوفا أخت توأم تدعى لوسي.

## روابط خارجية
- ليتل كابريس على موقع IMDb (الإنجليزية)
- ليتل كابريس على موقع قاعدة بيانات الفيلم (الإنجليزية)
- ليتل كابريس على موقع كينوبويسك (الروسية)